# Acacia tortilis
Acacia tortilis är en ärtväxtart som först beskrevs av Peter Forsskål, och fick sitt nu gällande namn av Friedrich Gottlob Hayne. Acacia tortilis ingår i släktet akacior, och familjen ärtväxter.

## Underarter
Arten delas in i följande underarter:
- A. t. heteracantha
- A. t. raddiana
- A. t. spirocarpa
- A. t. tortilis

## Bildgalleri

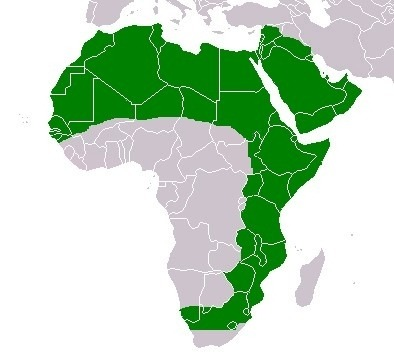
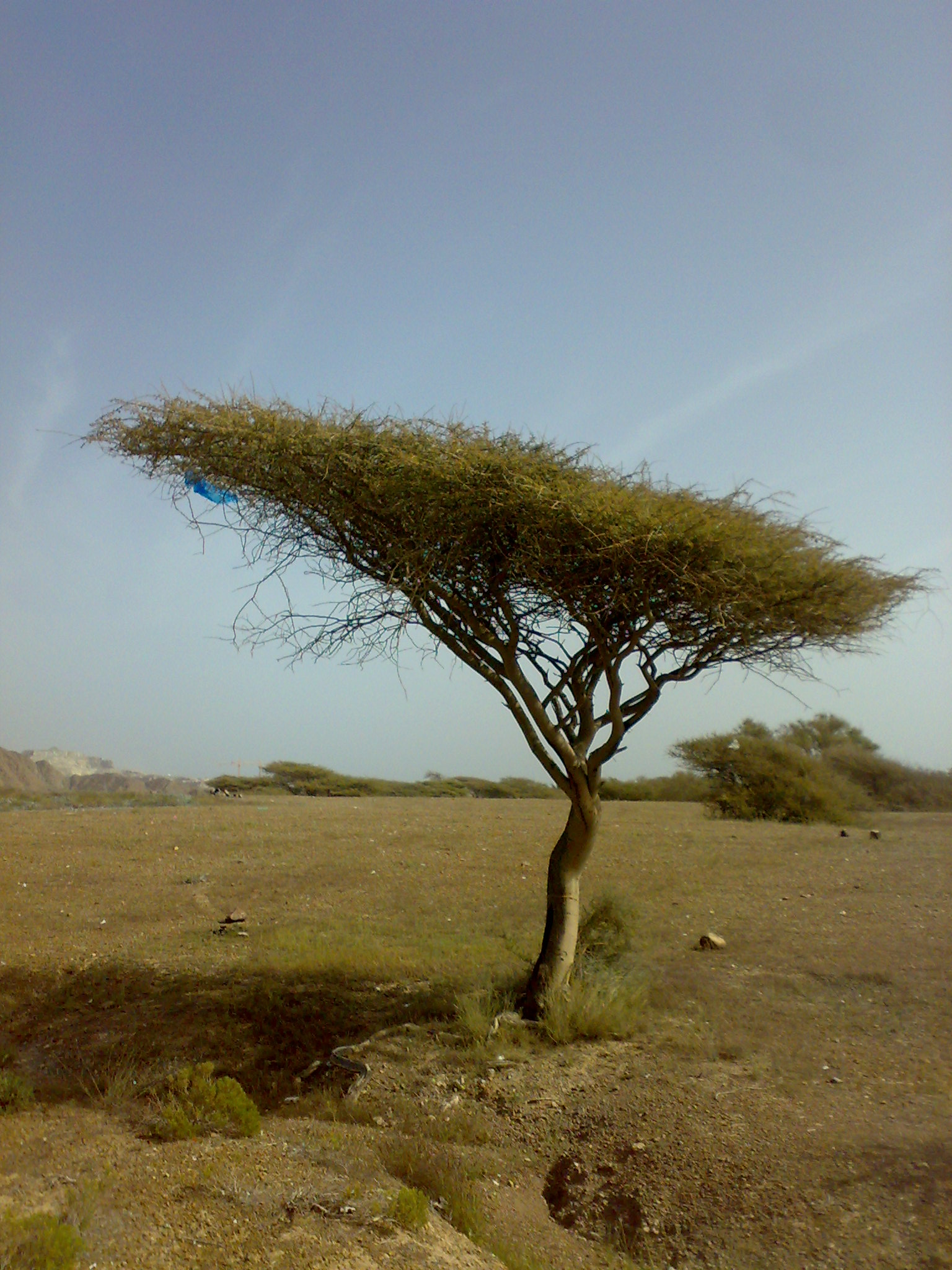
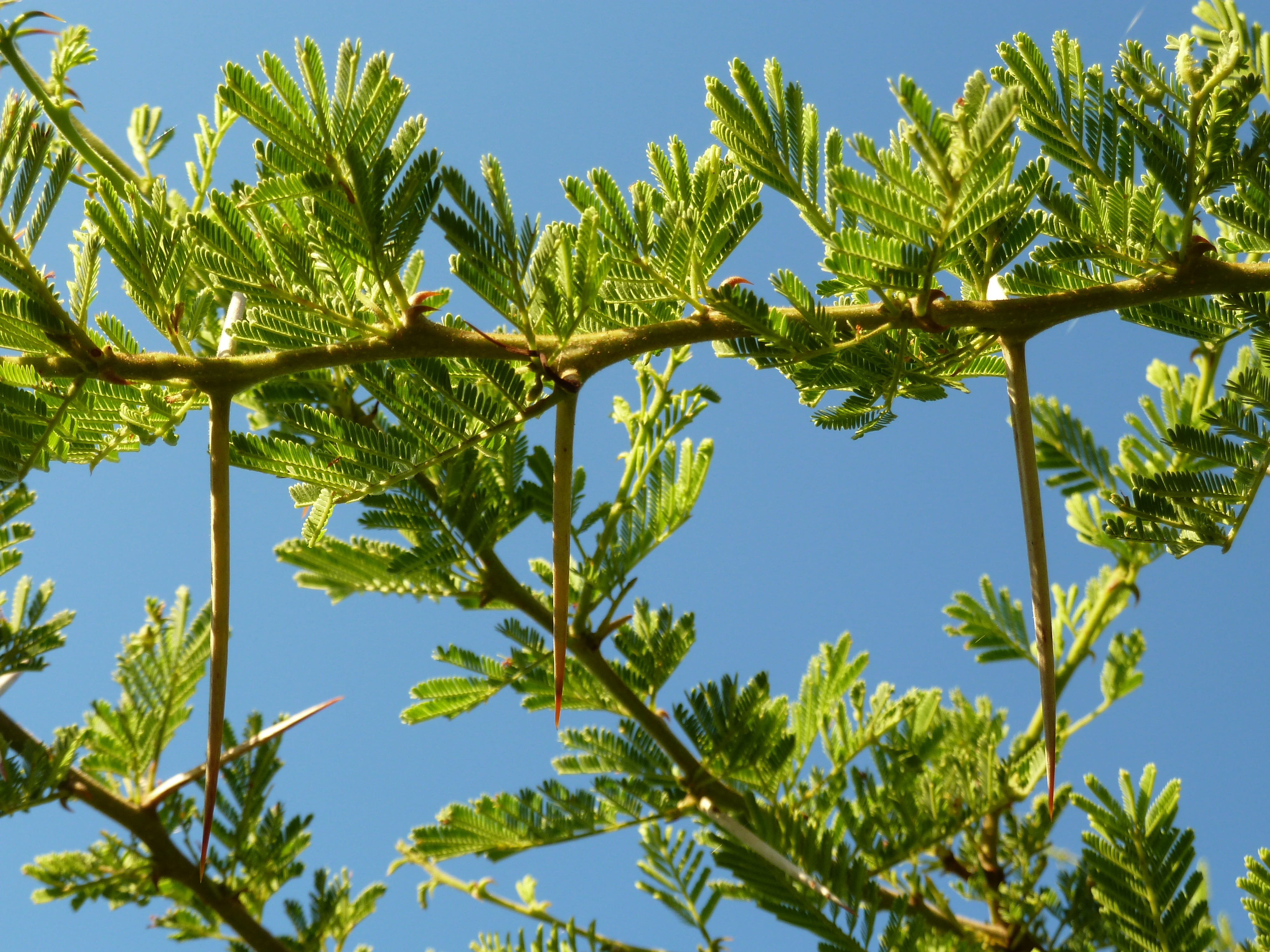
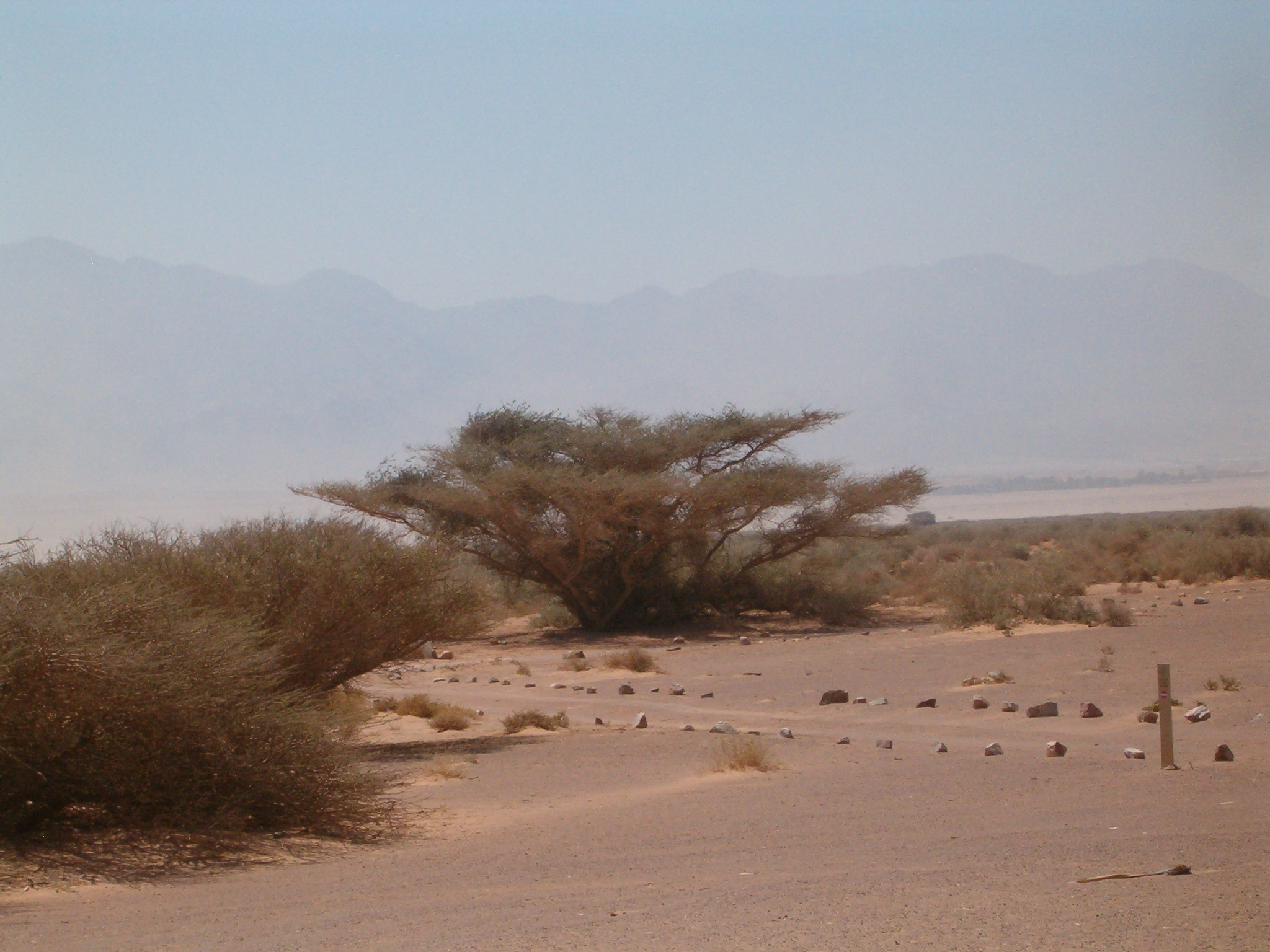
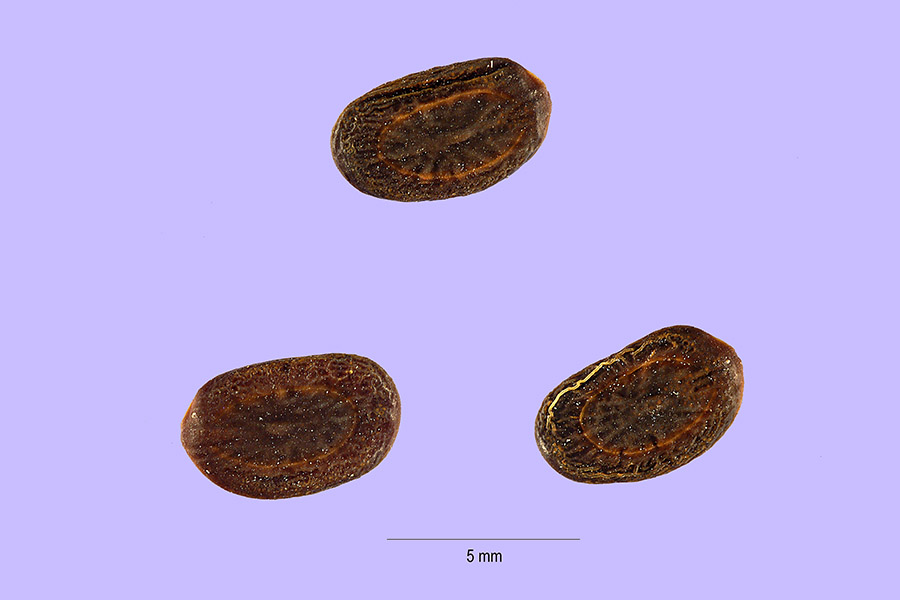
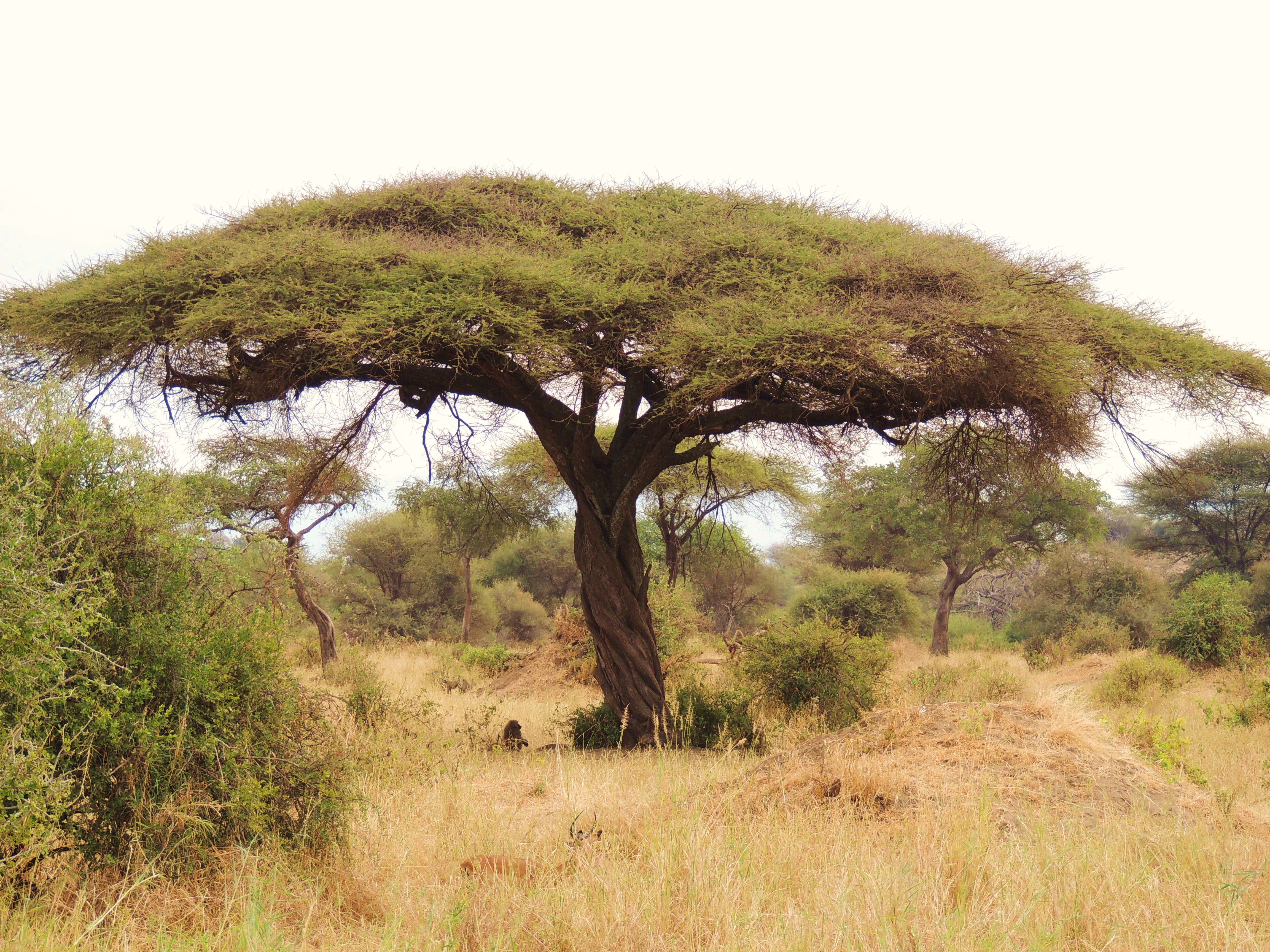